# زند (اوستا)
زَند تفسیر پهلویِ اوستا را که از عهد ساسانی به جا مانده زند نامیده‌اند. در اوستا زند به معنیِ طایفه زرتشت و کتاب آسمانی زرتشت است، و  در زمان قدیم، کتاب مقدس ایرانیان را با شرح پهلوی آن زند اوستا می‌نامیده‌اند. 
در ادبیات فارسی از زند و اوستا و اشکال گوناگون کلمه به خاطر حفظ قافیه و اوزان شعری به بکار برده شده است. 
در شاهنامه فردوسی آمده است 
| جهاندار یک شب سرو تن بشست |  | بشد دور با دفتر زند و است |
| همه شب بپیش جهان آفرین    |  | همی بود گریان وسربر زمین  |
| همی گفت کین بنده ناتوان   |  | همیشه پر از درد دارد روان |

دقیقی آورده است:
| از آسمان آمدم            |  | زنزد خدای جهان آمدم                        |
| خداوند را دیدم اندر بهشت |  | مر این زند و استا (مخفف اوستا) همه او نوشت |

و بسا هم کلمهٔ زند را به جای اوستا آورده‌اند، دقیقی آورده است:
| که ما راست گشتیم و هم دین پرست |  | کنون زند زردشت زی ما فرست |

در برخی کتاب‌های تاریخی نیز کتاب آسمانی ایرانیان، زند اوستا یا زندی‌ها نامیده شده‌است.برخی نیز اوستا را تفسیر زند می دانند